# Уругвай на літніх Олімпійських іграх 2016
Уругвай на літніх Олімпійських іграх 2016 представляли 17 спортсменів. Жодної медалі олімпійці Уругваю не завоювали.

## Спортсмени
| Дисципліна            | Чоловіки | Жінки | Разом |
| --------------------- | -------- | ----- | ----- |
| Легка атлетика        | 5        | 1     | 6     |
| Кінний спорт          | 1        | 0     | 1     |
| Дзюдо                 | 1        | 0     | 1     |
| Академічне веслування | 1        | 0     | 1     |
| Вітрильний спорт      | 2        | 2     | 4     |
| Плавання              | 1        | 1     | 2     |
| Теніс                 | 1        | 0     | 1     |
| Важка атлетика        | 0        | 1     | 1     |
| Разом                 | 12       | 5     | 17    |

## Легка атлетика
Легенда
- Note – для трекових дисциплін місце вказане лише для забігу, в якому взяв участь спортсмен
- Q = пройшов у наступне коло напряму
- q = пройшов у наступне коло за добором (для трекових дисциплін - найшвидші часи серед тих, хто не пройшов напряму; для технічних дисциплін - увійшов до визначеної кількості фіналістів за місцем якщо напряму пройшло менше спортсменів, ніж визначена кількість)
- NR = Національний рекорд
- N/A = Коло відсутнє у цій дисципліні
- Bye = спортсменові не потрібно змагатися у цьому колі
- NM = жодної успішної спроби

Трекові і шосейні дисципліни
| Спортсмен              | Дисципліна                               | Попередній забіг | Попередній забіг | Півфінал         | Півфінал         | Фінал            | Фінал            |
| Спортсмен              | Дисципліна                               | Результат        | Місце            | Результат        | Місце            | Результат        | Місце            |
| ---------------------- | ---------------------------------------- | ---------------- | ---------------- | ---------------- | ---------------- | ---------------- | ---------------- |
| Андрес Сілва           | біг на 400 метрів з бар'єрами (чоловіки) | 49.21            | 3 Q              | 49.75            | 6                | Завершив виступ  | Завершив виступ  |
| Мартін Естебан Куестас | марафонський біг (чоловіки)              | Н/Д              | Н/Д              | Н/Д              | Н/Д              | 2:28:10          | 110              |
| Ніколас Куестас        | марафонський біг (чоловіки)              | Н/Д              | Н/Д              | Н/Д              | Н/Д              | 2:17:44          | 40               |
| Ернесто Андрес Замора  | марафонський біг (чоловіки)              | Н/Д              | Н/Д              | Н/Д              | Н/Д              | 2:18:36          | 50               |
| Дебора Родрігес        | біг на 800 метрів (жінки)                | 2:01.86          | 6                | Завершила виступ | Завершила виступ | Завершила виступ | Завершила виступ |

Технічні дисципліни
| Спортсмен     | Дисципліна                   | Кваліфікація       | Кваліфікація | Фінал              | Фінал |
| Спортсмен     | Дисципліна                   | Результат у метрах | Місце        | Результат у метрах | Місце |
| ------------- | ---------------------------- | ------------------ | ------------ | ------------------ | ----- |
| Еміліано Ласа | стрибки в довжину (чоловіки) | 8.14               | 3 q          | 8.10               | 6     |

## Кінний спорт

### Конкур
| Спортсмен               | Кінь                   | Дисципліна    | Кваліфікація | Кваліфікація | Кваліфікація | Кваліфікація | Кваліфікація | Кваліфікація | Кваліфікація | Кваліфікація | Фінал           | Фінал           | Фінал           | Фінал           | Фінал           | Загалом         | Загалом         |
| Спортсмен               | Кінь                   | Дисципліна    | Раунд 1      | Раунд 1      | Раунд 2      | Раунд 2      | Раунд 2      | Раунд 3      | Раунд 3      | Раунд 3      | Фінал A         | Фінал A         | Фінал B         | Фінал B         | Фінал B         | Загалом         | Загалом         |
| Спортсмен               | Кінь                   | Дисципліна    | Штрафні очки | Місце        | Штрафні очки | Загалом      | Місце        | Штрафні очки | Загалом      | Місце        | Штрафні очки    | Місце           | Штрафні очки    | Загалом         | Місце           | Штрафні очки    | Місце           |
| ----------------------- | ---------------------- | ------------- | ------------ | ------------ | ------------ | ------------ | ------------ | ------------ | ------------ | ------------ | --------------- | --------------- | --------------- | --------------- | --------------- | --------------- | --------------- |
| Нестор Нільсен ван Гофф | Prince Royal de la Luz | Індивідуальні | 1            | =25 Q        | 9            | 10           | =44 Q        | 13           | 23           | 42           | Завершив виступ | Завершив виступ | Завершив виступ | Завершив виступ | Завершив виступ | Завершив виступ | Завершив виступ |

## Дзюдо
| Спортсмен        | Категорія            | 1/32 фіналу        | 1/16 фіналу                | 1/8 фіналу         | Чвертьфінали       | Півфінали          | Втішний поєдинок   | Фінал / БМ         | Фінал / БМ      |
| Спортсмен        | Категорія            | Суперник Результат | Суперник Результат         | Суперник Результат | Суперник Результат | Суперник Результат | Суперник Результат | Суперник Результат | Місце           |
| ---------------- | -------------------- | ------------------ | -------------------------- | ------------------ | ------------------ | ------------------ | ------------------ | ------------------ | --------------- |
| Пабло Апрахаміан | до 100 кг (чоловіки) | Bye                | Бузакаріні (BRA) L 000–100 | Завершив виступ    | Завершив виступ    | Завершив виступ    | Завершив виступ    | Завершив виступ    | Завершив виступ |

## Академічне веслування
| Спортсмен        | Дисципліна          | Заїзди  | Заїзди | Втішний заплив | Втішний заплив | Чвертьфінали | Чвертьфінали | Півфінали | Півфінали | Фінал   | Фінал |
| Спортсмен        | Дисципліна          | Час     | Місце  | Час            | Місце          | Час          | Місце        | Час       | Місце     | Час     | Місце |
| ---------------- | ------------------- | ------- | ------ | -------------- | -------------- | ------------ | ------------ | --------- | --------- | ------- | ----- |
| Хонатан Есківель | одиночки (чоловіки) | 7:16.08 | 3 QF   | Bye            | Bye            | 7:40.27      | 5 SC/D       | 7:22.98   | 1 FC      | 7:13.65 | 18    |

Пояснення до кваліфікації: FA=Фінал A (за медалі); FB=Фінал B (не за медалі); FC=Фінал C (не за медалі); FD=Фінал D (не за медалі); FE=Фінал E (не за медалі); FF=Фінал F (не за медалі); SA/B=Півфінали A/B; SC/D=Півфінали C/D; SE/F=Півфінали E/F; QF=Чвертьфінали; R=Потрапив у втішний заплив

## Вітрильний спорт
| Спортсмен                   | Дисципліна       | Заплив | Заплив | Заплив | Заплив | Заплив | Заплив | Заплив | Заплив | Заплив | Заплив | Заплив | Заплив | Заплив | Очки | Підсумкове місце |
| Спортсмен                   | Дисципліна       | 1      | 2      | 3      | 4      | 5      | 6      | 7      | 8      | 9      | 10     | 11     | 12     | M*     | Очки | Підсумкове місце |
| --------------------------- | ---------------- | ------ | ------ | ------ | ------ | ------ | ------ | ------ | ------ | ------ | ------ | ------ | ------ | ------ | ---- | ---------------- |
| Алехандро Фолья Коста       | Чоловіки's Finn  | 21     | UFD    | 9      | 17     | 20     | 21     | 15     | 15     | 3      | 1      | Н/Д    | Н/Д    | EL     | 122  | 19               |
| Долорес Морейра Фраскіні    | Лазер радіал     | 12     | 32     | 23     | 22     | 31     | 28     | 28     | 7      | 11     | 24     | Н/Д    | Н/Д    | EL     | 185  | 25               |
| Пабло Дефазіо Маріана Фолья | змішані Nacra 17 | 19     | 5      | 11     | 13     | 17     | 19     | 16     | 16     | 17     | 6      | 6      | 16     | EL     | 142  | 17               |

M = Медальний заплив; EL = Вибув – не потрапив до медального запливу

## Плавання
| Спортсмен       | Дисципліна                        | Попередній заплив | Попередній заплив | Півфінал         | Півфінал         | Фінал            | Фінал            |
| Спортсмен       | Дисципліна                        | Час               | Місце             | Час              | Місце            | Час              | Місце            |
| --------------- | --------------------------------- | ----------------- | ----------------- | ---------------- | ---------------- | ---------------- | ---------------- |
| Мартін Мелконян | 100 метрів брасом (чоловіки)      | 1:02.67           | 39                | Завершив виступ  | Завершив виступ  | Завершив виступ  | Завершив виступ  |
| Inés Remersaro  | 100 метрів вільним стилем (жінки) | 57.85 NR          | 34                | Завершила виступ | Завершила виступ | Завершила виступ | Завершила виступ |

## Теніс
| Спортсмен    | Дисципліна                  | 1/32 фіналу                             | 1/16 фіналу                    | 1/8 фіналу         | Чвертьфінали       | Півфінали          | Фінал / БМ         | Фінал / БМ      |
| Спортсмен    | Дисципліна                  | Суперник Результат                      | Суперник Результат             | Суперник Результат | Суперник Результат | Суперник Результат | Суперник Результат | Місце           |
| ------------ | --------------------------- | --------------------------------------- | ------------------------------ | ------------------ | ------------------ | ------------------ | ------------------ | --------------- |
| Pablo Cuevas | одиночний розряд (чоловіки) | Басілашвілі (GEO) W 6–3, 6–7(8–10), 6–3 | Bellucci (BRA) L 2–6, 6–4, 3–6 | Завершив виступ    | Завершив виступ    | Завершив виступ    | Завершив виступ    | Завершив виступ |

## Важка атлетика
| Спортсмен  | Категорія        | Ривок     | Ривок | Поштовх   | Поштовх | Загалом | Місце |
| Спортсмен  | Категорія        | Результат | Місце | Результат | Місце   | Загалом | Місце |
| ---------- | ---------------- | --------- | ----- | --------- | ------- | ------- | ----- |
| Софія Ріто | до 53 кг (жінки) | 64        | 13    | 82        | 12      | 146     | 12    |